# 華頂短期大学
華頂短期大学（かちょうたんきだいがく、英語: Kacho Junior College）は、日本の私立大学である。京都市東山区に本部を置く。

## 概観

### 大学全体
- 1953年、学校法人華頂学園（現在は学校法人佛教教育学園）による華頂学園短期大学として設置されたのが始まりである。2018年4月現在は2学科を擁している。大学の名称は、浄土宗の総本山知恩院の山号「華頂山」と、華頂宮邸あとに華頂女学院が創設されたことに由来する。キャンパス周辺には八坂神社や知恩院がある。
- 2011年4月には、同学の併設校として4年制女子大学の「京都華頂大学」が開学した。

### 建学の精神（校訓・理念・学是）
- 華頂短期大学における建学の精神は「仏教」となっている。

### 教育および研究
- 幼児教育の養成に力を入れている。
- 実験や実習が重視されている。

### 学風および特色
- 華頂短期大学は、法然の開いた浄土宗の教えに基づいた教育が行われている。
- キャンパス内に附属幼稚園があり、実習やボランティアで園児たちと触れ合い、実践力を身に付けることができる。
- 宗教的行事として、釈迦の生誕を祝うイベントとしての「花まつり」や聖日音楽法要や聖日記念講演会などがある。
- 現在も女子を対象とした短大である。

## 沿革
- 1911年（明治44年） - 華頂宮旧邸に華頂女学院を創設
- 1944年（昭和19年）5月 - 財団法人知恩院教育資団を設立
- 1951年（昭和26年）3月 - 財団法人知恩院教育資団を学校法人華頂学園に改める
- 1953年（昭和28年）
  - 1月31日 - 文部大臣が華頂学園短期大学の設置認可
  - 4月 - 華頂学園短期大学開学（保育科、被服科）
  - 7月1日 - 華頂学園短期大学を華頂短期大学に改称
- 1957年（昭和32年） - 被服科を家政科に改称
- 1958年（昭和33年） - 社会福祉科を設置
- 1960年（昭和35年） - 華頂幼稚園を開園
- 1967年（昭和42年） - 保育科を幼児教育科に改組
- 1975年（昭和50年） - 幼児教育科を幼児教育学科に、家政科を家政学科に、社会福祉科を社会福祉学科に改称
- 1976年（昭和51年） - 家政学科を生活科学専攻と被服専攻に、社会福祉学科を社会福祉専攻と児童福祉専攻に専攻分離
- 1988年（昭和63年） - 社会福祉学科社会福祉専攻にて介護福祉士の養成を開始
- 1989年（平成元年） - 社会福祉学科に介護福祉専攻を設置
- 1994年（平成6年） - 家政学科を生活学科に、被服専攻を服飾科学専攻に改称。生活学科に生活文化専攻を設置
- 2001年（平成13年） - 華頂学園創立90周年を迎える。生活学科の専攻別募集を取りやめ
- 2002年（平成14年）
  - 2月28日 - 文部科学大臣、学校法人華頂学園と学校法人浄土宗教育資団の法人合併を認可
  - 5月9日 - 法人登記（学校法人華頂学園と学校法人浄土宗教育資団が法人合併）
- 2003年（平成15年） - 華頂幼稚園を華頂短期大学附属幼稚園に名称変更
- 2004年（平成16年） - 生活学科の各専攻を生活科学コース、健康科学コース、保育コースに変更。社会福祉学科の専攻別募集を取りやめ
- 2005年（平成17年） - 社会福祉学科の各専攻を社会福祉コース、児童福祉コース、介護福祉コースに変更
- 2009年（平成21年）
  - 1月6日 - 文部科学大臣、学校法人浄土宗教育資団と学校法人東山学園の法人合併を認可
  - 4月1日 - 法人登記（学校法人浄土宗教育資団が学校法人東山学園と法人合併）。法人名称を学校法人浄土宗教育資団から学校法人佛教教育学園に改称
- 2010年（平成22年） - 歴史文化学科を開設
- 2011年（平成23年） - 生活学科と社会福祉学科を改組し人間健康福祉学科を設置
- 2014年（平成26年） - 歴史文化学科を歴史学科と改称。人間健康福祉学科を介護学科に改組
- 2016年（平成28年） - 人間健康福祉学科を廃止。介護学科を学生募集停止
- 2018年（平成30年） - 介護学科を廃止。幼児教育学科に幼児保育学コース、子ども支援コースを設置
- 2019年（平成31年） - 歴史学科を総合文化学科（日本文化コース、現代文化コース）に改組。専攻科介護専攻（保育士資格取得者を対象）を開設

## 基礎データ

### 所在地
- 本部キャンパス（京都府京都市東山区林下町3-456）

### 交通アクセス
- 京都市営バス「知恩院前」バス停留所（12・31・46・201・202・203・206系統）で下車するのが最も便利である。そこから、東へ徒歩2～3分程度の距離である。京都駅および阪急京都本線京都河原町駅からそれぞれ便がある。
- 京阪本線三条駅から徒歩利用もできるが、徒歩でおよそ10分程度はかかる。
- 京都市営地下鉄東西線東山駅からの徒歩利用もできる。こちらはおよそ徒歩で5分程度となっている。

## 教育および研究

### 組織

#### 学科
- 幼児教育学科
- 総合文化学科(2019年より開設)

#### 過去にあった学科等
- 歴史学科
  - 歴史コース
  - 京都文化コース
- 人間健康福祉学科
  - 健康食育コース
  - 児童福祉コース
  - 介護福祉コース

#### 専攻科
- 介護専攻(2019年より開設）

#### 別科
- なし

### 研究
- 『未来のこども』が全国の書店にて発売されている。

## 学生生活

### 部活動・クラブ活動・サークル活動
- 華頂短期大学のクラブ活動｜サークル活動｝は…
  - 体育系：スキー・ソフトボール・卓球・バスケットボール・バドミントン・バレーボール・バドミントン・バレーボール・陸上競技・剣道ほか
  - 文化系：茶道・写真・華道・手話・美術・ボランティアほか

### 学園祭
- 華頂短期大学の学園祭は「華頂祭」と呼ばれている。

## 大学関係者と組織

### 大学関係者組織
- 華頂短期大学同窓会組織なるものがある。

### 大学関係者一覧

#### 大学関係者
- 塚本善隆：元学長

#### 出身者
- 中本智恵美：女優
- 竹本聡子：女優
- 鈴川法子：女優
- 花扇太夫：島原太夫

## 施設

### キャンパス
- 本館
- 図書館
- 1号館
- 2号館
- 3号館
- 4号館
- 講堂
- 5号館
- 6号館
- 7号館

## 対外関係

### 系列校
- 京都華頂大学（2011年4月開学）
- 華頂女子高等学校
- 佛教大学

## 社会との関わり
- 「未来のこども絵本大賞」なるイベントを主催している[要出典]。

## 附属学校
- 華頂短期大学附属幼稚園